# 飯田隆 (経済学者)
飯田 隆（いいだ たかし、1956年（昭和31年）4月20日 - 2011年（平成23年）4月30日）は、日本の経済学者。元法政大学経済学部教授。専門はイギリス経済史。

## 略歴
1956年（昭和31年）4月20日、福岡県北九州市に生まれる。1979年（昭和54年）に法政大学経営学部を卒業し、1985年（昭和60年）に同大学院博士課程を単位取得退学する。
1985年（昭和60年）に東京大学助手、1987年（昭和62年）に東京外国語大学講師、1990年（平成2年）に同大助教授に就任し、1999年（平成11年）に法政大学経済学部教授に就任する。1998年（平成10年）に第6回森嘉兵衛賞を受賞し、2000年（平成12年）、「イギリスの産業発展と証券市場」で東京大学より博士（経済学）の学位を取得を取得する。
2011年（平成23年）4月30日に死去、55歳。

## 主張
ここ十数年の間、日本の大学の経済学部や商学部、経営学部などにおいて歴史が軽視されがちとなり、経済史や経営史の専任ポストが減らされてきた経緯がある。こうした事態がもたらされたのは、従来の経済史や経営史が過去の史実の探究に専念した結果、経済や企業経営の現状に無関心となって、学生はもとより、経済学や経営学などにおける他の分野の学術研究者にその存在理由をアピールできなくなったことが考えられる。経済史や経営史を専攻する学術研究者は今現在の実体を常に意識し、どのような歴史的過程を経て現在に至ったかを理解し、そのような視点からの歴史研究に従事しなければ、経済史や経営史の将来的意義は希薄化していくことであろう。

## 著書
単著
- 『イギリスの産業発展と証券市場』（東京大学出版会、1997）
- 『図説 西洋経済史』（日本経済評論社、2005）

共著
- 『証券市場論』（有斐閣、1991）
- 『イギリス経済史―盛衰のプロセス』（有斐閣、1996）
- 『マテリアル日本経営史』（有斐閣、1999）

共訳
- 『イギリスの金融・証券革命-ビッグ・バンの背景と影響』 W.A.トーマス（東洋経済新報社、1987）
- 『イギリスの証券市場-ビッグ・バン以後』（東洋経済新報社、1991）

## 参考
- ReaD & Researchmap-飯田隆
- 『現代物故者事典2009-2011』（日外アソシエーツ、2012）